# Nicholas Meyer

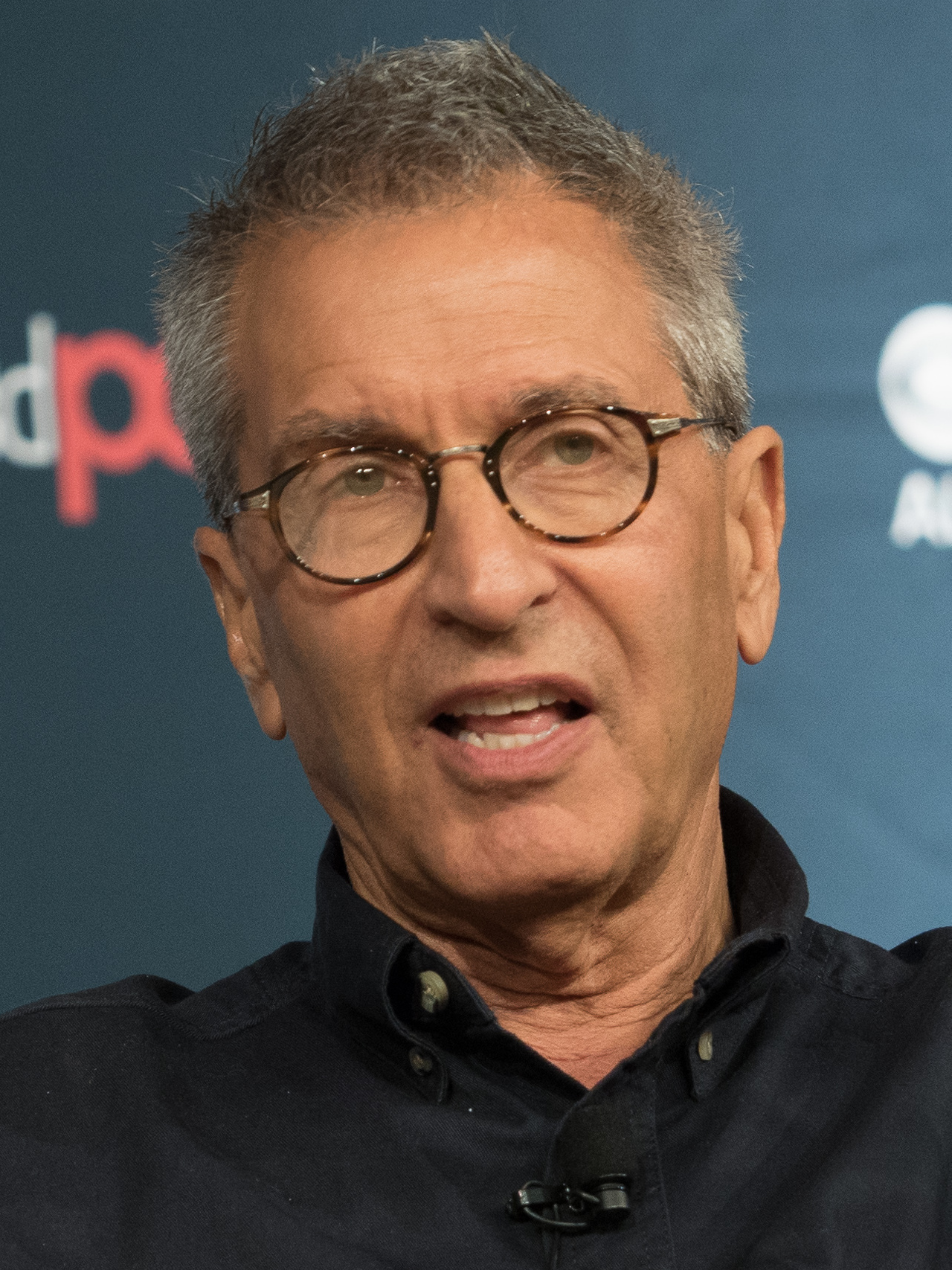
Nicholas Meyer (2016)

Nicholas Meyer (* 24. Dezember 1945 in New York City) ist ein US-amerikanischer Schriftsteller, Drehbuchautor und Regisseur.

## Leben
Nicholas Meyer studierte an der University of Iowa und machte dort 1968 seinen Abschluss.
1974 veröffentlichte Meyer seinen Debütroman The Seven-Per-Cent Solution, eine Sherlock-Holmes-Adaption, die es in die Bestseller-Listen von Publishers Weekly und The New York Times schaffte. Sein Drehbuch für den Fernsehfilm The Night That Panicked America, welcher Orson Welles’ Hörfunk-Adaption von Der Krieg der Welten aus dem Jahr 1938 und seine Auswirkungen thematisiert, wurde für einen Emmy Award nominiert. Für die Verfilmung seines Romans The Seven-Per-Cent Solution (dt.: Kein Koks für Sherlock Holmes) im Jahr 1976 schrieb er das Drehbuch, welches bei der Oscarverleihung 1977 als bestes adaptiertes Drehbuch nominiert wurde.
1979 debütierte Meyer mit Flucht in die Zukunft (OT: Time after Time) als Filmregisseur. Die Verfilmung seines eigenen Drehbuches verknüpft Motive aus H. G. Wells Die Zeitmaschine mit der Fahndung nach Jack the Ripper. 1981 engagierte der Filmproduzent Harve Bennett Meyer, um die ins Stocken geratenen Vorbereitungen zur Fortsetzung von Star Trek: Der Film zu Ende zu bringen. Meyer wirkte an der Fertigstellung des Drehbuchs mit und übernahm die Regie, so dass Star Trek II: Der Zorn des Khan am 4. Juni 1982 uraufgeführt werden konnte.
1983 machte Meyer mit dem vielbeachteten Fernsehfilm The Day After – Der Tag danach (The Day After) erneut als Regisseur auf sich aufmerksam. Die realistische Darstellung eines Atomkrieges erreichte den Rekordwert von 100 Millionen Fernsehzuschauern und beflügelte Diskussionen um die nukleare Bedrohung des Kalten Krieges, der in den frühen 1980er Jahren einen Höhepunkt erreicht hatte.
1985 kehrte Meyer zum Star-Trek-Franchise zurück und wirkte am Drehbuch zu Star Trek IV: Zurück in die Gegenwart mit, welches unter der Regie von Leonard Nimoy verfilmt wurde. Für den sechsten Teil der Filmreihe, Star Trek VI: Das unentdeckte Land, übernahm Meyer neben der Mitarbeit am Drehbuch erneut die Regie.
Im Februar 2016 wurde vermeldet, dass Meyer an der Erstellung der Drehbücher zur neuen Star-Trek-Serie Star Trek: Discovery beteiligt sein wird. An der zweiten Staffel wirkte er nicht mehr mit.

## Auszeichnungen
als Schriftsteller
- 1975 CWA Gold Dagger für The Seven Per Cent Solution (dt.: Kein Koks für Sherlock Holmes. Marion von Schröder, Düsseldorf 1976)

als Regisseur
- 1983 Saturn Award für Star Trek II: Der Zorn des Khan

## Bücher (Auswahl)
- mit Barry Jay Kaplan: Black Orchid. The Dial Press, New York City, USA 1977.
  - deutsch von Rainer Bosch: Schwarze Orchidee, Roman. Als Knaur Taschenbuch, München 1979, ISBN 3-426-00647-2.
- The Seven-per-cent-Solution, 1974 (Kein Koks für Sherlock Holmes, 1976; Sherlock Holmes und der Fall Sigmund Freud, 1995, ISBN 3-404-13648-9)
- The Canary Trainer, 1993 (Sherlock Holmes und das Phantom der Oper, 1994, ISBN 3-404-13596-2)
- The West-End Horror, 1976 (Der Mann des Schreckens, 1985; Sherlock Holmes und die Theatermorde, 1995, ISBN 3-404-13703-5)

## Filmografie (Auswahl)

### Als Regisseur
- 1979: Flucht in die Zukunft (Time After Time)
- 1982: Star Trek II: Der Zorn des Khan (Star Trek II: The Wrath of Khan)
- 1983: The Day After – Der Tag danach (The Day After)
- 1985: Alles hört auf mein Kommando (Volunteers)
- 1988: Die Täuscher (The Deceivers)
- 1991: Company Business
- 1991: Star Trek VI: Das unentdeckte Land (Star Trek VI: The Undiscovered Country)
- 1999: Vendetta – Das Gesetz der Gewalt (Vendetta)

### Als Drehbuchautor
- 1975: Die Nacht, als die Marsmenschen Amerika angriffen (The Night That Panicked America, Fernsehfilm)
- 1976: Kein Koks für Sherlock Holmes (The Seven-Per-Cent Solution)
- 1979: Flucht in die Zukunft (Time After Time)
- 1982: Star Trek II: Der Zorn des Khan (Star Trek II: The Wrath of Khan) (ungenannt)
- 1986: Star Trek IV: Zurück in die Gegenwart (Star Trek IV: The Voyage Home)
- 1991: Company Business
- 1991: Star Trek VI: Das unentdeckte Land (Star Trek VI: The Undiscovered Country)
- 1993: Sommersby
- 1997: The Informant
- 2003: Der menschliche Makel (The Human Stain)
- 2008: Elegy oder die Kunst zu lieben (Elegy)
- 2015: Crossing Lines (Fernsehserie, Episode 3x06)
- seit 2016: Die Medici – Herrscher von Florenz (I Medici, Fernsehserie, Schöpfer)
- 2017: Star Trek: Discovery (Fernsehserie)